# تاكورو كيكوأوكا
تاكورو كيكوأوكا (باليابانية: 菊岡 拓朗) (30 يونيو 1985 في فوجي في اليابان – )؛ هو لاعب كرة قدم ياباني سابق كان يلعب كلاعب وسط.

## وصلات خارجية
- تاكورو كيكوأوكا على موقع رابطة كرة القدم اليابانية للمحترفين (اليابانية)
- تاكورو كيكوأوكا على موقع قاعدة بيانات كرة القدم.إي يو (الإنجليزية)
- تاكورو كيكوأوكا على موقع Soccerway.com (الإنجليزية)
- تاكورو كيكوأوكا على موقع عالم كرة القدم.نت (الإنجليزية)